# Blitzkid
Blitzkid var ett amerikanskt horrorpunkband som bildades 1997 i Bluefield, West Virginia.

## Medlemmar
Senaste medlemmar
- Argyle Goolsby - bas, sång
- Rick O - trummor
- Nathan Bane - gitarr

Tidigare medlemmar
- TB Monstrosity - sång, gitarr
- Rhea M. - trummor
- J-Sin Trioxin - gitarr, sång
- Billy Bones - trummor
- Stuart Evilstein - trummor
- Andrew Winter (aka. Jesco Devilanse) - trummor, sång

## Diskografi
Studioalbum
- 1999 – Terrifying Tales
- 2001 – Let Flowers Die
- 2003 – Trace of a Stranger
- 2006 – Five Cellars Below
- 2008 – Anatomy of Reanimation
- 2011 – Apparitonal

EP
- 2004 - Exhuming Graves And Making Dates (delad EP med Mister Monster)
- 2004 - Everday Is Halloween - Tales Of Terror And Unspeakable Horror (delad EP med The Spook)
- 2007 - Blitzkid / The Cryptkeeper Five (delad EP med The Cryptkeeper Five)
- 2010 - Blitzkid & Nim Vind - Fistfull Of Balls Volume 1 (delad EP med Nim Vind)
- 2011 - Head Over Hills